# Copa de Samoa
La Copa de Samoa es el torneo de copa de fútbol a nivel de clubes más importante de Samoa, el cual es organizado por la Federación de Fútbol de Samoa.

## Historia
El torneo fue creado en el año 2010 y participan todos los equipos de la isla bajo un sistema de eliminación directa a un partido hasta que aparezcan los finalistas para determinar al campeón.

## Lista de Campeones
| Año  | Campeón        | Marcador | Subcampeón    | Estadio          |
| ---- | -------------- | -------- | ------------- | ---------------- |
| 2010 | Kiwi FC        | 3–1      | Moaula United | Estadio Nacional |
| 2011 | Moaula United  | 5-2      | Kiwi FC       | Estadio Nacional |
| 2013 | Lupe ole Soaga | 2-1      | Kiwi FC       | Estadio Nacional |
| 2014 | Kiwi FC        | -        | -             | Estadio Nacional |

## Títulos por equipo
| Club               | Títulos | Subtítulos | Años campeón | Años subcampeón |
| ------------------ | ------- | ---------- | ------------ | --------------- |
| Kiwi               | 2       | 2          | 2010, 2014   | 2011, 2013      |
| Moaula United FC   | 1       | 1          | 2011         | 2010            |
| Lupe O Le Soaga FC | 1       | 0          | 2013         | ---             |